# Виланова (Монца и Бријанца)
Виланова је насеље у Италији у округу Монца и Бријанца, региону Ломбардија.
Према процени из 2011. у насељу је живело 1455 становника. Насеље се налази на надморској висини од 224 м.